# Podium angustifrons
Podium angustifrons är en biart som beskrevs av Kohl 1902. Podium angustifrons ingår i släktet Podium och familjen grävsteklar. Inga underarter finns listade i Catalogue of Life.